# San Antonio Commanders
I San Antonio Commanders sono stati una franchigia professionistica di football americano con sede a San Antonio Texas, che ha giocato nella Alliance of American Football nella stagione 2019. La franchigia disputava le sue gare interne all'Alamodome.

## Storia
La franchigia di San Antonio della Alliance of American Football fu annunciata il 21 giugno, 2018. Inoltre la lega annunciò che l'ex allenatore dei San Diego Chargers Mike Riley sarebbe stato il capo-allenatore e l'ex fullback dei Dallas Cowboys Daryl Johnston sarebbe stato il general manager.
Il roster di 52 giocatori fu annunciato il 30 gennaio 2019. La prima partita fu una vittoria per 15–6 contro i San Diego Fleet il 9 febbraio 2019.